# Génotypage

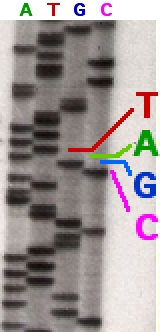
Séquence d'ADN visualisée par autoradiographie.

Le génotypage est la méthode d’acquisition de données permettant de déterminer l'identité d'une variation génétique, à une position spécifique sur tout ou partie du génome, pour un individu ou un groupe d'individus donné appartenant à une espèce animale, végétale, fongique... Il est effectué de manière standardisée et automatisée par des robots (robots de pipetage, robot extracteur d'ADN...), thermocycleurs, séquenceurs capillaires.
Parallèlement à de grands programmes visant à cartographier le génome entier de certaines espèces d'intérêt médical ou économique, les laboratoires utilisent, avec des résultats plus rapides, différentes techniques, dont :
- le génotypage Microsatellites SSR (simple sequence repeats)
- le génotypage de SNP (Single Nucleotide Polymorphisms)
- le génotypage ISBP (Insertion Site Based Polymorphisms)
- L'allélotypage, qui détermine les fréquences relatives des allèles...

## Enjeux
Le génotypage permet d'étudier un génome entier ou certains de ces éléments d'intérêt du point de vue de
- la diversité génétique et l'évolution (phylogénie, etc.)...
- des liens entre variant génétique et un trait phénotypique, permettant par exemple le dépistage de pathologies, la découverte de la fonction de gènes ou la création de modèles de prédiction du trait.
- l’identification d'individus (criminels, corps) ou de liens entre individus (test de paternité).
- des valorisations économiques possibles, par exemple en agronomie (sélection variétale).

Certaines espèces ont pu être reclassées dans leur arbre phylogénétique grâce à la connaissance de leur génome.
Des Systèmes de gestion de l'information du laboratoire dits LIMS (Laboratory Information Management System) dont souvent associés aux plateforme de génotypage pour assurer le classement et la tracabilité des données de manière plus standardisée, ce qui est un gage de meilleure interopérabilité.

## Histoire
À partir des années 1990, et grâce aux progrès de la biologie moléculaire d'une part, des robots de laboratoire et de l'informatique et de la bio-informatique d'autre part, le génotypage a beaucoup gagné en vitesse, tout en devenant moins coûteux.
De nombreuses plates-formes de génotypage SNP à haut débit sont maintenant disponibles de par le monde, mais essentiellement dans les pays riches.
Une seule et même puce à ADN à haute densité, permet maintenant théoriquement non seulement de génotyper une région du génome bactérien suffisante pour identifier certaines espèces, mais aussi de vérifier une éventuelle antibiorésistance (mycobactéries par exemple, dont celles qui sont responsables de la tuberculose, ou qui ont développé des gènes d'antibiorésistance à certains médicaments dont la rifampicine), ce qui peut être d'intérêt médical.
Des puces à ADN pourront probablement bientôt contribuer à mieux connaitre la diversité génétique de certaines populations, d'intérêt médical, ou menacées ou relictuelles.

## Limites
- Parfois, toute l'information génétique n'est pas accessible via l'ADN, et le séquençage du génome d'un individu ne traduit pas la richesse génétique éventuelle d'une population.
- Dans certains cas (ADN récupéré sur des cadavres, des animaux naturalisés...) des risques importants de contamination ou de dégradation de l'ADN existent.
- Une limite est la disponibilité en marqueur génétique. Le caractère polyploïde de certaines espèces (le blé, hexaploïde, par exemple) pouvant également complexifier le génotypage.